# Álvaro Escobar-Molina
Álvaro Escobar-Molina (* 1943 in Kolumbien) ist ein kolumbianischer Schriftsteller. Er lebt seit 20 Jahren in Paris.
Dort arbeitet er und lehrt Psychologie an der Universität von Amiens. Er beschäftigt sich als Kliniktherapeut besonders mit Künstlern und Häftlingen. Erste Erfolge als Schriftsteller feierte er mit seinem bisher einzigen Roman Der schlafende Berg.
In diesem Buch schreibt sich Escobar-Molina zurück in seine Kindheit. In der Idylle eines kolumbianischen Andendorfes lebt der kleine Indio Álvaro eingebettet in die Großfamilie. Seine Eltern lehren ihn im Einklang mit der Natur zu leben, die Stimmen des Wassers und der Winde zu hören, und auch seine Tanten und Großeltern unterweisen ihn in all ihre Lebensweisheiten. So erzählt ihm die Großmutter etwa vom Friedhof der Sterne, der Álvaro für immer die Angst vor dem Sterben nimmt. Doch als die Cordillera, der schlafende Berg erwacht, erahnt Álvaro den Untergang seiner beschützten und vertrauten Welt. Escobar-Molina erzählt von einer märchenhaften Kindheit, die jedoch durch den kolumbianischen Bürgerkrieg ein jähes Ende findet. Mit seinem Roman zeigt er ein Stück einer kostbaren, jedoch langsam verlorengehenden Lebensform auf und verarbeitet gleichzeitig den Verlust seiner eigenen Heimat Kolumbien.

## Werke
- Der schlafende Berg (franz. La montagne ensommeillée), Piper Verlag, München 2003, ISBN 3492045049